# 중심체 (물리학)
중심체(central body) 또는 기본체(primary body)는 중력적으로 묶여 있는 다체계의 주요 물체로, 보통 속한 계의 질량 대부분을 차지하여 질량중심의 근처에 위치한 경우가 많다.
태양계에서의 중심체는 태양으로, 모든 천체가 태양을 중심으로 공전하고 있다. 같은 원리로 모든 위성은 행성이 중심체에 해당한다.

태양계의 질량중심을 태양에 상대적으로 나타낸 도표.

태양계에서는 태양이 질량 대부분을 차지하기 때문에, 태양계의 질량중심은 주로 태양 내부에 위치하나, 목성형 행성의 영향으로 인해 간혹 태양 바깥으로 나가기도 한다.
중심체가 존재하지 않는다는 주장이 제기되는 대표적인 행성계는 명왕성과 위성 카론으로, 질량중심이 항상 명왕성의 표면 바깥에 위치하고 있다. 이로 인해 천문학자 일부는 명왕성을 지칭할 때 단순히 "왜행성과 위성"이 아닌, 이중행성으로 지칭하기도 한다. 2006년 국제천문연맹은 명왕성과 카론을 포함하는 이중행성의 정의를 명확히 내리고자 했으나, 비준되지 않았다.

## 같이 보기
- 이중행성
- 다체 문제
  - 이체 문제
  - 삼체 문제